# Lotta Nevalainen
Lotta Nevalainen (ur. 6 września 1994) – fińska pływaczka, specjalizująca się głównie w stylu grzbietowym i dowolnym. 
Wicemistrzyni Europy na krótkim basenie z Chartres w sztafecie 4 x 50 m stylem zmiennym oraz brązowa medalistka z Eindhoven w sztafecie 4 x 50 m stylem dowolnym oraz z Chartres w takiej samej sztafecie.